# (12871) Samarasinha
(12871) Samarasinha est un astéroïde de la ceinture principale.

## Description
(12871) Samarasinha est un astéroïde de la ceinture principale. Il fut découvert le 24 juin 1998 à la station Anderson Mesa par le programme LONEOS. Il présente une orbite caractérisée par un demi-grand axe de 2,27 UA, une excentricité de 0,17 et une inclinaison de 5,3° par rapport à l'écliptique.

## Compléments